# Drepanornis
Drepanornis là một chi chim trong họ Paradisaeidae.